# ميكول برايانا وايت
ميكول برايانا وايت (بالإنجليزية: Michole Briana White)‏ هي ممثلة أمريكية، ولدت في 29 يونيو 1969 في الولايات المتحدة.

## أعمال

### أفلام
- (1996) الشجاعة تحت النار[4]
- (1997) بركان[5]

## وصلات خارجية
- ميكول برايانا وايت على موقع IMDb (الإنجليزية)
- ميكول برايانا وايت على موقع قاعدة بيانات الفيلم (الإنجليزية)